# Gazélec Ajaccio
Câu lạc bộ bóng đá Gazélec Ajaccio (tiếng Corse: Gazélec Football Club Aiacciu), thường được gọi là GFC Ajaccio, GFCA, Gazélec Ajaccio hoặc đơn giản là Gazélec (tiếng Pháp: [ɡazelɛk]), là một câu lạc bộ bóng đá Pháp từ Ajaccio, Corsica, được thành lập vào năm 1910. Gazélec đã từng chơi ở Ligue 1 đúng 1 mùa giải và giải thể vào năm 2023.

## Lịch sử
Gazélec được biết đến nhiều nhất khi lọt vào bán kết Coupe de France 2011-12, nơi họ tổ chức các trận đấu sân nhà sau đó tại Stade François Coty, quê hương của AC Ajaccio. Vào ngày 15 tháng 5 năm 2015, Gazélec lần đầu tiên được thăng hạng lên Ligue 1 trong lịch sử câu lạc bộ, sau chiến thắng 3-2 trước Niort với hai bàn thắng của John Tshibumbu. Đó là lần quảng bá thứ hai liên tiếp của họ và thứ tư trong năm năm. Gazelec Ajaccio bắt đầu mùa giải 2015-16 Ligue 1 với tư cách là một trong những đội bóng nhỏ nhất thi đấu trong lịch sử giải đấu.. Vào ngày 24 tháng 10 năm 2015, Gazelec đã ghi lại chiến thắng đầu tiên của họ ở Ligue 1 với chiến thắng 3-1 trước Nice. Vào cuối mùa giải, Gazelec đã xuống hạng Ligue 2 sau khi kết thúc vị trí thứ 19 trên BXH.

## Danh dự
- Á quân Ligue 2 (1): 2014-15
- Nhà vô địch nghiệp dư Pháp: 1963, 1965, 1966, 1968.
- Vô địch Corsican: 1937, 1938, 1956, 1957, 1961.
- Vô địch CFA: 2003, 2011.

## Đối thủ
Câu lạc bộ có sự cạnh tranh với hai câu lạc bộ chuyên nghiệp khác của Corsican: SC Bastia và AC Ajaccio, đội chơi Ajaccio Derby với Gazélec. Trong nhiều năm, Gazélec đã chơi ở giải đấu thấp hơn so với các đối thủ thành phố của họ.